# ニュルンベルク市電GTV6形電車
GTV6形は、ドイツの都市・ニュルンベルクの路面電車であるニュルンベルク市電で使用されている電車。シュタッドラー・レールが展開する路面電車車両ブランドであるバリオバーンの1形式で、2008年から営業運転を開始した。

## 概要
台車がないフローティング車体を有する片運転台式の5車体連接車で、老朽化が進んでいた部分超低床電車のN8形電車の置き換え用として発注が実施された経緯を持つ。スイスのシュタッドラー・レールが展開するバリオバーンの1形式で、主電動機（誘導電動機）を動力台車の各車輪の外側に設置する事により車内における乗客が利用可能な面積の拡大が図られている。また、車内にはニュルンベルク市電の車両として初めて冷房が完備されている。
導入に際しては、製造コスト削減のためミュンヘンで路面電車（ミュンヘン市電）を運営するミュンヘン交通会社（MVG）との共同発注が実施されている。
最初の車両は2007年12月からニュルンベルク市電への納入が始まり、翌2008年11月から営業運転を開始した。後述するミュンヘン市電向けのバリオバーンについて複線区間の曲線走行時にすれ違う車両同士の間隔が狭くなる可能性が指摘されたため、2010年7月にはGTV6形も一時的に全車両が営業運転を離脱する事態になったが、試験運転の結果安全な走行が可能と判断された事から同年12月以降8号線での運用が再開され、以降は順次残りの区間でも運用に復帰した。以降、ニュルンベルク市電の主力車両として使用されたが、回転軸を持たない台車の構造や複雑な駆動装置関連の機構が要因となりメンテナンスコストが他の形式と比べて高騰した。その結果、2023年の1両（1207）を皮切りに順次運用を離脱し、2025年4月時点で営業運転に用いられていたのは1202のみとなった。この車両については一時的な運用離脱後に修繕が行われる事になっているが、後継車両のGTA8形（アヴェニオ）の増備に伴い、他の車両と共に2028年までに廃車される見込みとなっている。

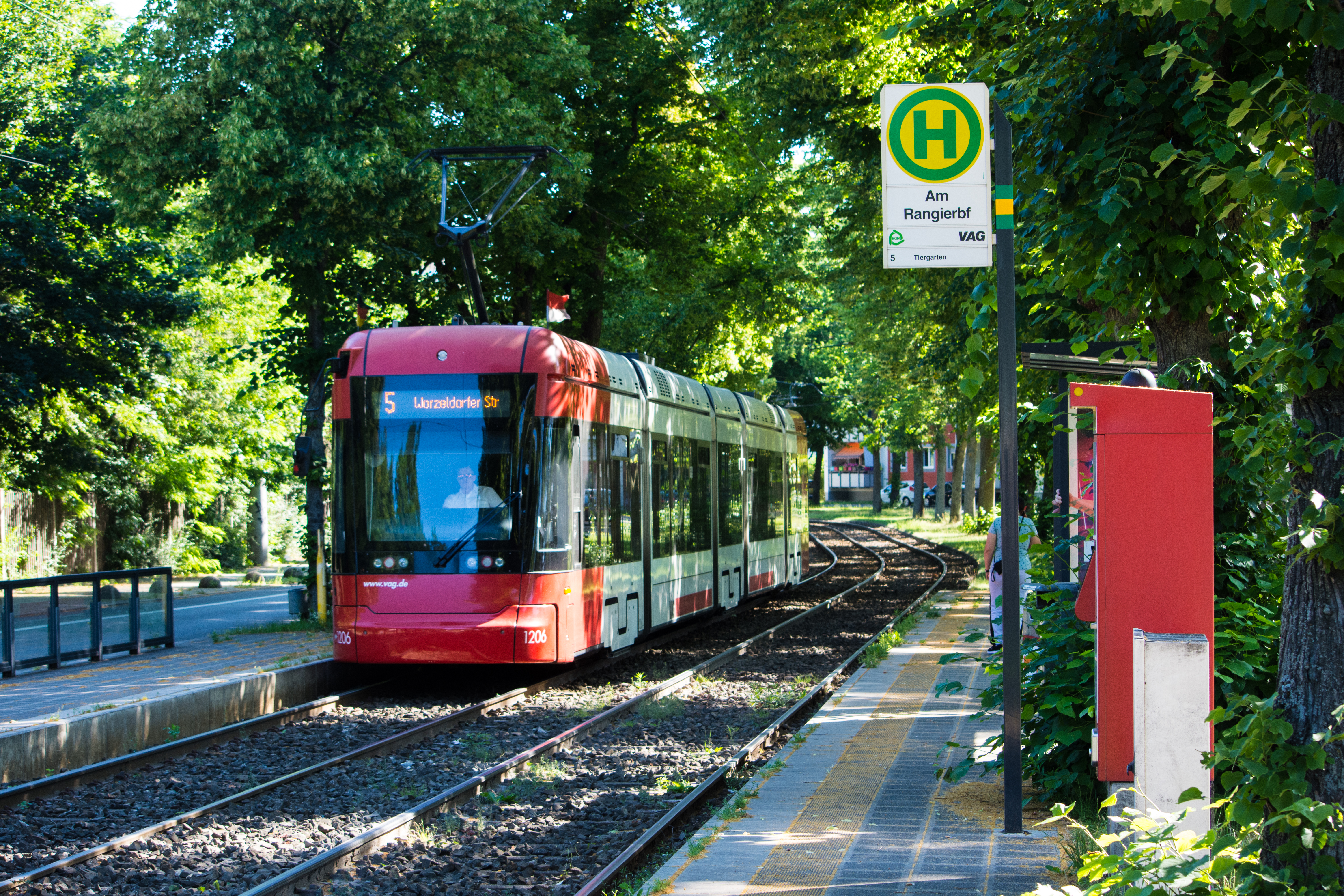
5号線で使用されるGTV6形（2019年撮影）
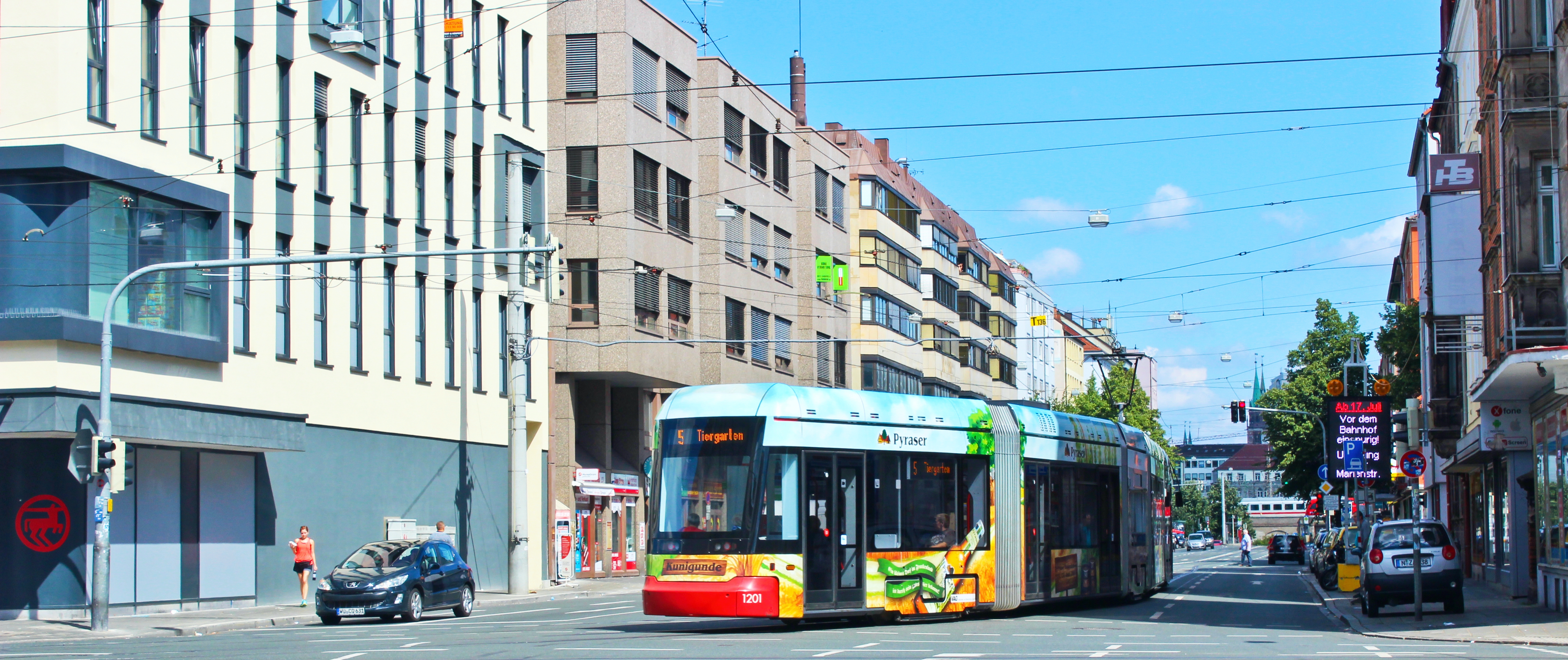
広告塗装（2017年撮影）